# Maffeo Gherardi
Maffeo Gherardi (n. 1406, Veneția - d. 14 septembrie 1492, Terni) (numit Cardinalul Veneției) a fost un italian episcop romano-catolic și cardinal.

## Biografie
Maffeo Gherardi s-a născut la Veneția în 1406, fiul nobililor Giovanni Gherardi și soția sa, Cristina Barbarigo.
El a intrat în Ordinul Camaldolese (OSB Cam.) de tânăr, primirea lui a fost făcută de Paolo Venerio, abatele mănăstirii Sf. Mihail de la Murano. Gherardi mai târziu a devenit abate al acestei mănăstiri, și mai târziu Abatele General al Ordinului Camaldolese.
În aprilie 1466, Senatul venețian a ales în unanimitate ca el să fie Patriarhul Veneției, ambasadorii Republicii Veneția a prezentat alegerea lor, Papei Paul al II-lea în 31 octombrie 1467, iar Papa a confirmat numirea sa în 16 decembrie 1468. Gherardi a deținut ulterior această poziție pentru tot restul vieții.
Papa Inocențiu al VIII-lea l-a numit cardinal-preot in pectore în Consistoriul din 9 martie 1489. În 3 iulie 1489, Papa a declarat că numirea sa va fi publică în Consistoriul următor, iar în cazul în care Papa moare înainte de un astfel de consistoriu, el ar fi totuși eligibil pentru a participa la următorul Conclav.
După moartea Papei Inocențiu al VIII-lea, Gherardi a călătorit la Roma, în toiul așa-zisului Sede vacante, ajungând la Roma în data de 3 august 1492. La insistența Consiliului celor zece din Veneția, Colegiul Cardinalilor a publicat crearea sa drept cardinal și i s-a permis să participe la conclavul papal din 1492, unde a avut loc votul decisiv în favoarea Papei Alexandru al VI-lea. El a primit ca biserică titulară diaconia de Santi Sergio e Bacco.
Pe drumul de întoarcere în Veneția, a murit în Terni în 14 septembrie 1492. El este înmormântat în San Pietro di Castello din Veneția.